# Francisco Elorriaga
Francisco Javier Elorriaga Iturriagagoitia (* 3. Dezember 1947 in Abadín) war ein spanischer Radrennfahrer und nationaler Meister im Radsport.

## Sportliche Laufbahn
Francisco Elorriaga stammt aus dem Baskenland. Er war Teilnehmer der Olympischen Sommerspiele 1972 in München. Im olympischen Straßenrennen wurde er beim Sieg von Hennie Kuiper als 16. klassiert.
Als Amateur gewann er 1971 bei den Mittelmeerspielen die Goldmedaille im Straßenrennen und im Mannschaftszeitfahren. 1967 siegte er in der nationalen Meisterschaft im Mannschaftszeitfahren. 1972 gewann er eine Etappe der Polen-Rundfahrt und den Gran Premio Liberación.
Nach den Olympischen Spielen wurde er Berufsfahrer im Radsportteam Kas und blieb bis 1980 als Profi aktiv. 1973 war er in der Trofeo Masferrer erfolgreich. Weitere Siege errang er im Gran Premio Internacional de Llodio sowie in Etappen der Andalusien-Rundfahrt, der Baskenland-Rundfahrt, der Asturien-Rundfahrt und der Aragon-Rundfahrt.
1974 gewann er die Aragon-Rundfahrt mit einem Etappensieg, in der Vuelta a Cantabria gewann er zwei Etappen. 1975 wurde er Gesamtsieger der Vuelta a La Rioja mit einem Etappensieg und hatte in der Asturien-Rundfahrt einen weiteren Etappenerfolg. Bei den nationalen Meisterschaften im Straßenrennen wurde er Zweiter hinter Domingo Perurena.
Die Aragon-Rundfahrt entschied er 1976 mit drei Etappensiegen für sich. Dazu kamen zwei Etappensiege in der Baskenland-Rundfahrt und einer in der Cantabria-Rundfahrt. In der Baskenland-Rundfahrt stand er als Zweiter auf dem Podium. Etappensiege in der Asturien-Rundfahrt, der Cantabria-Rundfahrt sowie der Prologerfolg der Baskenland-Rundfahrt und weitere Siege in spanischen Rennen waren die Bilanz der Saison 1977. Das Eintagesrennen um die Trofeo Luis Puig gewann er 1978 ebenso wie eine Etappe der Vuelta a España, zwei in der Asturien-Rundfahrt, eine in der Cantabria-Rundfahrt und den Gran Premio Valencia. Der Erfolg auf der 15. Etappe der Vuelta a España 1980 war sein letzter bedeutender Sieg.
Elorriaga bestritt alle Grand Tours. In der Tour de France 1978 schied er aus. Im Giro d’Italia wurde er 1975 58. und 1977 98. des Endklassements. Die Vuelta a España fuhr er siebenmal. Sein bestes Resultat in der Einzelwertung war der 16. Platz 1974.